# Gurli Wallberg
Gurli Marianne Wallberg, född Tibblin 28 oktober 1916 i Krylbo, död 26 december 2005 i Hallsberg var en svensk konstnär och teckningslärare.
Wallberg studerade vid Arbetarnas bildningsförbunds målarkurser i Kumla, Gerlesborgsskolan i Bohuslän 1959, Arilds målarskola 1960–1962, kompletterat med studier i konsthistoria, samt ett stort antal teckningskurser. Separat ställde hon ut i Örebro, Karlskoga, Hallsberg och Helsingborg och hon medverkade i Örebro läns konstförenings höstsalonger sedan 1961.
Hennes konst består nästan uteslutande av natur- och landskapsmotiv där hon använder ljuset som främsta instrument samt stilleben och enstaka porträtt. Vid sidan av sitt eget skapande har hon under 25 års tid varit verksam som teckningslärare. Hon tilldelades Hallsbergs kommuns kulturstipendium 1968. 
Wallberg är representerad vid Våra Gårdar, Folkets hus föreningarna, Örebro läns landsting, Karlskoga kommun, Kumla kommun och Örebro kommun.  